# 冬こそ獣は走る
『冬こそ獣は走る』（ふゆこそけものははしる）は、北方謙三のハードボイルド小説。1986年に新潮社より刊行された。

## 概要
村田真司を主人公とするハードボイルド小説である。
帯に書かれたキャッチコピーは、「おれの肩の上であいつは死んでいった　友の死を悼み、おのれの死に怯える青年技師。北方謙三が描く、迫真のサスペンス心理劇!」である。

## 登場人物
村田 真司
主人公。28歳。二部上場企業の川辺建設で働く建築士。入社3年目。
仙台生まれ。東京の大学院で修士となり、一級建築士の資格を取得。大工あがりの父親は二級建築士の兄と共に地元で工務店を経営。母親は大学生のときにクモ膜下出血で死去している。
デスクワークを好まない性格。
愛煙家でジッポーを愛用。
愛車はルノー5ターボ2。東名高速道路や首都高速道路で200キロ近いスピードで飛ばし、追跡してきたスカイラインを振り切るほどの腕前。
12歳のときに千吉という叔父に連れられて鳥海山へと登り、そのとき得た充足感から登山を始める。
5ヶ月前に広野という友人を谷川岳で失ってから、性格が変わった。「惨めな男は嫌い」と発言している。
史子
主人公の彼女。24歳。
髪型はワンレングス。均整の取れた体つき。身長があり、ハイヒールが似合う長い足の持ち主。
三軒茶屋のワンルームマンションで一人暮らしをしている。
2年前、仲間たちとのドライブがきっかけで主人公と知り合う。
川辺 民彰
川辺建設の創業者で社長。64歳。30年以上も建設業に関わっている。
白く長いもみあげ。茶色の縦じまのスーツを着ている。すっきりとした身なりだが、品の悪さが出ていると主人公に思われた。
主人公に、「ラテンの車が好きな野郎はみんな馬鹿だ」と言いつつ、シトロエン・CXに乗っている（前はマセラッティ・クアトロポルテ）。
モンテクリストなどの葉巻を愛用。吸うときに舌でなめる癖がある。
主人公に、西新橋に建てる自分のマンションの建築を一任する。
10年ほど前に、若い者を2発のパンチで倒したことがある。最低でも相討ちのような喧嘩をすると言われている。
杉田
川辺民彰の異母弟。40歳前後。
ミラーサングラスの下に、声に相応しい落ち着いた目を持っている。
たえず歯でフィルターを噛んでいるため、煙草を吸っていると笑っているように見えることもある。
自らをまっとうな人間じゃない、と主人公に言った。
兄に内緒で主人公と接触し、挑発行為を仕掛ける。
松本
川辺建設の専務。創業時代から勤めている。
紳士的で、銀行などの受けがよさそうな印象を与える。額が広くなりつつある。口ひげあり。
川辺のマンション建設に対して、はじめから反対し続けている。
とある場所で、川辺の過去を主人公に語る。
後藤
川辺建設の常務取締役。43歳。
縁なしの眼鏡をかけ、皺のないスーツに純白のワイシャツを着ている。
周囲からは社長派と見られている。社長の川辺からは、「上の意を汲み過ぎる男」と評された。
ありのままの報告書を書こうとした主人公をたしなめる発言をした。
大畑
川辺建設の設計管理室長。主人公直属の上司。
社内では専務派と見られている。
会議のとき、侮辱したために殴りつけた主人公と相手の間に入り、はじめから争いごとがなかったことにした。
吉岡
川辺建設の主任技師。32歳。主人公の先輩。
主人公が提出した報告書によって現場を外された。そのため主人公に突っかかるが、反撃のパンチを受けて倒される。
山下 修吉
鳶職で山下組の経営者。60過ぎの母親がいる。
長身。額の両脇が禿げ上がり、生え際がVの字になっている。
職業柄身軽であり、落ちた鉄骨をクレーンにぶら下がってうまく処理したこともある。
町田の現場を受け持っていたとき、とある事情で主人公とやりあうことになり、その際肋骨を折られる怪我を負った。
主人公の依頼で、川辺のマンション建設を請け負う。
石川
山下組所属の鳶職。65歳。愛称は「叔父貴」。修吉の父親と共に働いた経験を持つ。
顔に深い皺がある。
吸殻を取っておき、キセルで吸い直す癖がある。
怪我をした修吉と主人公の間を取り持ったとき、主人公に「あの狸」と言わせた。
恵美子
小料理屋「お茶々」の女将。28歳。東京生まれ。離婚歴があり、3歳6ヶ月と21日になる子供と離れて暮らす。
店に出るときは黒髪を結っているが、普段は肩を覆うようにたらしている。
板前と二人で切り盛りしている。
かつて母親をめぐって山下の父と石川とが争った。
入墨をしていたり、指を詰めていたりする人間に弱く、主人公をそういったタイプの人間に見ている。
主人公と山下とをいいコンビだと評した。
八木
東品川にある八木土建の社長。
S大学工学部建築科を卒業後、建築士の資格を取る前に父親の跡を継ぐ。
背が高く、日焼けをしていて、がっしりとした体型。目に我の強そうな光があるが、顔つきに幼さが残る。
とある事情で主人公と闘うことになる。
滝田
八木土建の社員。40歳代。
恵比寿駅近くのマンションに住む。
主人公の計略で連れ出され、裏事情を話すことになる。
森田
山東興業の開発室所属。30歳代前半。
煙草は吸わないらしく、主人公の吐き出した煙を不快そうに払う。
川辺の建設するマンション工事について、主人公と交渉した。
刑事
40歳ぐらい。
ネクタイは地味だが、仕立てのいい洋服を着ている。
主人公に対する暴行の容疑者を追っている、と退社時に接触してくるが、尋問口調で挑発を繰り返した。
谷口 英次
クラブ「微光」のピアニスト。
グレンチェックのブレザーにアスコットタイを着用している。首筋に深い皺あり。
20年前はニューヨークなどで活躍する、わりと名前が知られたピアニストだった。「酒におぼれ、女にだまされ、自分の音楽をだめにした男」と言われ、表舞台から消えた。
タバコはシガリロ。タバコを手品で消す特技を身につけている。